# Kobîleakî, Talne
Kobîleakî (în ucraineană Кобиляки) este un sat în comuna Onopriivka din raionul Talne, regiunea Cerkasî, Ucraina.

## Demografie
Componența lingvistică a localității Kobîleakî
     Ucraineană (100%)
Conform recensământului din 2001, toată populația localității Kobîleakî era vorbitoare de ucraineană (100%).